# Erik Orsenna
Erik Arnoult (Paris, 22 de março de 1947) é um romancista e académico francês mais conhecido pelo pseudónimo de Érik Orsenna. Foi ao romance de Julien Gracq A Costa Das Sirtes que foi buscar o pseudónimo. Orsenna é o nome da a cidade velha que surge nesse livro de 1951.
Celebrizado em 1988 pelo seu romance A Exposição Colonial, que venceu o prémio Gouncourt, Orsenna é membro da Academia Francesa desde 1998 e um autor prolífero. Tem editados em Portugal também os livros O Jardineiro do Rei, História do Mundo em Nove Guitarras, Dois Verões e A Empresa das Índias. Este último, publicado em Março de 2010, é uma biografia ficcionada de Bartolomeu Colombo, cartógrafo em Lisboa no final do século XV. É através dos seus olhos que Orsenna conta a vivência portuguesa de Cristóvão Colombo, o descobridor das Américas. Numa entrevista ao Diário de Notícias, Orsenna explica, porém, que Lisboa é a verdadeira personagem principal do seu romance e descreve a cidade portuguesa como sendo na época "a capital da curiosidade".
Dos livros não traduzidos para português destacam-se Voyage aux Pays du Cotton, uma reportagem sobre o cultivo do algodão em vários países e testemunho da globalização, e Le Gulf Stream, um ensaio sobre a Corrente do Golfo, um tema marítimo que realça a experiência pessoal de Orsenna como navegador.
Formado em Filosofia, Ciências Políticas e Economia, Orsenna foi conselheiro cultural do Presidente francês François Mitterrand entre 1983 e 1985. Recentemente fez parte da chamada Comissão Attali, que apresentou em 2008 ao Presidente francês Nicolas Sarkozy um programa de relançamento da economia.

## Obras

### Com o nome de Erik Arnoult
- 1972 : Euro-émissions : nouvelles perspectives bancaires internationales, Mame, com Jean-Paul Lemaire
- 1977 : Espace national et déséquilibre monétaire, Presses universitaires de France, Paris, texte remanié de sa thèse de sciences économiques sustentado na Paris-I em 1975 com o título Les Mécanismes de la création en économie ouverte
- 1999 : Le Conseil d'État : juger, conseiller, servir, com François Monnier, Gallimard, col. «Découvertes Gallimard» (nº 388)

### Com o nome de Erik Orsenna
- 1974 : Loyola’s blues, Éditions du Seuil
- 1977 : La Vie comme à Lausanne, Seuil
  - Prémio Roger-Nimier
- 1980 : Une comédie française, Seuil
- 1981 : Villes d’eaux, com Jean-Marc Terrasse, Ramsay
- 1988 : L'Exposition coloniale, Seuil
  - Prémio Goncourt (1988)
  - Prémio Goncourt des lycéens (1988)
- 1990 : Rêves de sucre, Hachette
- 1992 : Besoin d’Afrique, com Éric Fottorino e Christophe Guillemin, Fayard
- 1993 : Grand Amour, Seuil
- 1995 : Mésaventures du paradis : mélodie cubaine
- 1995 : Rochefort et la Corderie royale
- 1996 : Histoire du monde en neuf guitares, com Thierry Arnoult, Fayard
- 1997 : Deux étés, Fayard
- 1998 : Longtemps, Fayard
- 2000 : Portrait d’un homme heureux : André Le Nôtre, Fayard
- 2001 : La grammaire est une chanson douce, Éditions Stock
- 2002 : Madame Bâ, Stock
- 2003 : Les Chevaliers du Subjonctif, Stock
- 2004 : Dernières nouvelles des oiseaux, Stock
- 2005 : Portrait du Gulf Stream. Éloge des courant : promenade, Seuil
- 2006 : Voyage aux pays du coton, Fayard  
  - Prix du livre d'économie
- 2006 : Salut au Grand Sud, com Isabelle Autissier, Stock
- 2007 : La Révolte des accents, Stock
- 2007 : Le Facteur et le Cachalot, Les Rois Mages
- 2008 : La Chanson de Charles Quint, Stock
- 2008 : L’Avenir de l’eau, Fayard
  - Prémio Joseph-Kessel (2009)
- 2009 : Et si on dansait ?, Stock
- 2010 : L'Entreprise des Indes, Stock
- 2010 : Princesse Histamine, Stock
- 2012 : Sur la route du papier, Stock
- 2013 : La Fabrique des mots, Stock
- 2014 : Mali, ô Mali, Stock
- 2015 : La Vie, la mort, la vie. Louis Pasteur 1822-1895, Fayard